# John Perry (bassista)
John Perry (New York, 19 febbraio 1947) è un bassista britannico,conosciuto prevalentemente per la sua militanza nelle band rock progressivo Caravan e Curved Air.

## Biografia
Iniziata l'attività di musicista professionista nel 1967, la prima band rilevante della quale è stato membro furono i Gringo, originariamente chiamati Utopia, che pubblicò un album omonimo nel 1971, con il futuro batterista dei Sailor Henry Marsh. Seguì un breve tour con gli Spreadeagle fino a quando a Perry fu chiesto di unirsi ai Caravan, con i quali i Gringo avevano svolto un tour nel Regno Unito.
Ha suonato con i Caravan nel 1973-74, con i quali ha registrato un album in studio For Girls Who Grow Plump in the Night (1973) e un album dal vivo, intitolato Caravan and the New Symphonia (1974). Appare anche in varie raccolte di registrazioni radiofoniche della BBC pubblicate negli anni successivi.
Lasciò i Caravan per concentrarsi su una nuova avventura con la band Quantum Jump, guidata dal tastierista e cantante Rupert Hine, e composta da musicisti che inizialmente si erano riuniti per suonare insieme durante le sessioni in studio, mentre nel biennio 1975-1976 fece parte dei Curved Air, con i quali incise due album in studio.
Nel 1976 Perry pubblicò il suo primo album da solista intitolato Sunset Wading, con una formazione di musicisti già noti, quali Geoffrey Richardson al violino, Rupert Hine alle tastiere e alla produzione, Michael Giles alla batteria, e due membri del gruppo fusion italiano Nova, Elio D'Anna e Corrado Rustici. L'album fu ben accolto e di discreto successo, e la stessa formazione registrò un album successivo, Seabird, rimasto inedito fino al 1995.
Durante la seconda metà degli anni '70 ha collaborato con Anthony Phillips in diversi album in studio, e ha suonato anche in album di Kevin Ayers.
Fu uno dei primi musicisti ad usare il basso Wal.

## Discografia

### Album solisti
- 1976 - Sunset Wading
- 1995 - Seabird

### Con i Caravan
- 1973 - For Girls Who Grow Plump in the Night

### Con i Curved Air
- 1975 - Midnight Ware
- 1976 - Air Bourne

### Collaborazioni
- 1973 - Food of Love - Yvonne Ellmann
- 1974 - Confessions of Doctor Dreams and Other Stories - Kevin Ayers
- 1976 - Cactus Choir - Dave Greenslade
- 1976 - Visionary - Gordon Giltrap
- 1977 - Songs for the Dress Rehalser - Steve Tilston
- 1979 - Sides - Anthony Phillips